# 西馬音內站
西馬音內站（日语：／ Nishimonai eki */?）是位於秋田縣舊·雄勝郡西馬音內町中野（現時：雄勝郡羽後町西馬音內中野），羽後交通雄勝線的鐵路車站（廢站）。

## 歷史
- 1928年（昭和3年）8月10日：雄勝鐵道湯澤站至此站之間開通，此站啟用[1][2][3][4]。
- 1935年（昭和10年）2月13日：此站至梺站之間開通（雄勝鐵道全線開通），此站成為中途車站[1][2][3]。
- 1943年（昭和18年）10月16日：隨著執行陸上交通事業調整法（日语：陸上交通事業調整法）而進行公司合併，此站成為橫莊鐵道車站[2][3]。
- 1944年（昭和19年）6月1日：公司改名為羽後鐵道。此線的名稱定為雄勝線。使此站成為羽後鐵道雄勝線車站[1][2][5]。
- 1947年（昭和22年）
  - 7月23日：當區發生暴雨，使路基和橋腳被損，雄勝線整段暫停營業，此站也暫停營業[3][6]。
  - 8月14日：羽後山田站至梺站之間重開，此站暫時成為起點站[3][6]。
- 1951年（昭和26年）7月18日：增設訊號機和第二種連動裝置，使此站成為列車交會車站[3][7]（當天為批准日期[7]）。
- 1952年（昭和27年）2月15日：公司改名為羽後交通。使此站成為羽後交通雄勝線車站[1][2][3][5]。
- 1967年（昭和42年）12月1日：此站至梺站之間廢線，此站變回終點站[1][2][3][5]。
- 1970年（昭和45年）10月1日：暫停此站的車載貨物起卸業務[7]。
- 1972年（昭和47年）9月14日：為了此站快將廢除，縮小了車站規模[7]，站舍和月台改建[3][5]。
- 1973年（昭和48年）4月1日：雄勝線廢線，此站也被廢除[1][2][3][5]。

## 車站構造
截至廢站前，此站是地面車站，設有1面1線的單式月台。此站設有側線，在到發線南邊設有1線，在南邊末端部分設有1條車庫線和車庫。
此站是直營車站。站舍是在站內北邊。在臨時車站廢除的時代，由於該站快將廢除，車站規模縮小，把原本的設置拆毀，隨後重建臨時性月台、站舍和車庫。當中，月台使用木板建成，站舍是一座簡單的組立式建築物。
在站內設備縮小化前，此站設有1面2線的島式月台。此站至梺站之間廢線前，此站可進行列車交會。外側（南邊）是下行本線（梺方向），靠近站舍一方（北邊）是上行本線（湯澤方向）。此站設有側線，在本線靠近湯澤一方設有向北分岔的側線，通過站舍後，連接站舍東邊的貨物起卸處，隨後與上行本線匯合，該側線是貨物線。下行本線靠近湯澤一方設有向南分岔的2條側線，連接站内西側末端的車庫（車庫1號線、車庫2號線）。
站舍是在站內西北方，與月台西邊斜道之間設有站內平交道連接。站舍是一座兩層高的標誌性建築物。月台上安裝了懸山頂屋頂上蓋。該上蓋在車站啟用時還未建設。
站內設有車庫「西馬音內電車區」。
在1971年（昭和46年）7月20日內燃化後，為了雄勝線準備廢除而開始縮小車站規模。在1972年（昭和47年）9月14日，車站向湯澤一方遷移約50米，並且在該處設置了組立式站舍和木製月台。舊站舍被拆毀，重建為保齡球場。島式月台和車庫被拆毀。
關於閉塞廢除前的列車交會路籤，羽後三輪站至此站之間為「□」，此站至梺站之間為「△」。在1965年（昭和40年）12月8日前的列車交會路籤，羽後三輪站至此站之間為「□」，此站至梺站之間為「◇」。
在雄勝鐵道時代，總部設於此站內。

## 車站周邊
此站是此線中最大的車站で，同時是最多人上下車的中途站。此站是雄勝郡羽後町（從前是舊・雄勝郡西馬音內町）的中心車站。
- 秋田縣道276號下開清水線（日语：秋田県道276号下開清水線） - 附近路軌遺址變成該道路。
- 秋田縣道57號十文字羽後鳥海線（日语：秋田県道57号十文字羽後鳥海線） - 附近路軌遺址變成該道路。
- 國道398號（日语：国道398号）柳田繞道 - 附近路軌遺址變成該道路。
- 羽後町公所[7]
- 西馬音內郵局
- 川原田簡易郵局
- 羽後町立羽後醫院（日语：羽後町立羽後病院）
- 羽後町立羽後中學（日语：羽後町立羽後中学校）
- 羽後町立西馬音內小學
- 羽後町歷史民俗資料館
- 西馬音內川[7]

## 現狀
截至1995年（平成7年），車站遺址變成農協巨福會館。另外，在該建築物旁建立了站跡紀念碑。在站前販賣燒餅的「三浦屋」處保存了車輛的主控制器。在1999年（平成11年）也是同樣情況。另外，車站遺址處也變成了A Coop西馬音內，該A Coop和JA西馬音內（現時：JA小町）建築物之間建立了紀念碑。在該紀念碑前面寫上了「雄勝鐵道・西馬音內站跡」，在旁邊寫上了開業和廢除日期。在巨福會館後方的路軌遺址變成道路。月台遺址變成食堂。截至2007年（平成19年）5月也是同樣情況。截至2010年（平成22年），該處建立了新的紀念碑。
另外截至1999年（平成11年），車站遺址附近至西馬音內小學附近之間的部分路軌遺址變成道路。
此外截至1995年（平成7年），在西馬音內南邊一家名為淺井的農居內，放置了一架已棄置單邊犁式除雪車YuKi3形。在2007年（平成19年）5月也是同樣情況。在2010年（平成22年），雖然該車輛快將崩塌，但是仍然存在。

## 相鄰車站
羽後交通
雄勝線
阿久利子－西馬音內－元西馬音內

## 注腳
1. 1 2 3 4 5 6  《日本鉄道旅行地図帳 全線全駅全廃線 2 東北》（監修：今尾惠介，新潮社，2008年6月發行）43頁。
2. 1 2 3 4 5 6 7  《新 鉄道廃線跡を歩く1 北海道・北東北編》（JTB出版，2010年4月發行）222頁。
3. 1 2 3 4 5 6 7 8 9 10 11 12 13 14 15  《新 消えた轍 3 東北》（著：寺田裕一，Neko出版，2010年8月發行）30,32-33,36頁。
4. 1 2 3  《私鉄の廃線跡を歩くI 北海道・東北編》（著：寺田裕一，JTB出版，2007年9月發行）165頁。
5. 1 2 3 4 5 6 7 8 9 10  《私鉄の廃線跡を歩くI 北海道・東北編》（著：寺田裕一，JTB出版，2007年9月發行）106-109頁。
6. 1 2  《RM LIBRARY 52 羽後交通雄勝線》（著：若林宣，Neko出版，2003年11月發行）17頁。
7. 1 2 3 4 5 6 7 8 9 10 11 12 13 14 15 16 17 18 19 20 21  《RM LIBRARY 52 羽後交通雄勝線》（著：若林宣，Neko出版，2003年11月發行）4,15,19-21,23,27,31,34,38,46頁。
8. 1 2 3 4 5 6  《とうほく廃線紀行》（無明舍出版（日语：無明舎出版），1999年12月發行）64頁。
9. 1 2 3 4  《鉄道廃線跡を歩く》（JTB出版，1995年11月發行）37頁。
10. 1 2  《新 鉄道廃線跡を歩く1 北海道・北東北編》（JTB出版，2010年4月發行）200-201頁。

## 相關項目
- 日本鐵路車站列表 Ni